# Acoustelicious
Acoustelicious is het tweede livealbum van Natalia.
Het album werd opgenomen tijdens de optredens van Natalia's Acoustelicious Tour. Zowel oude - als nieuwe nummers werden in een nieuw kleedje gestoken, volledig akoestisch.
De cd was enkel te verkrijgen bij het weekblad Dag Allemaal, bij de editie van 9 maart 2010. 
Het album bevat 16 nummers, best off van het concert.
Van de live cd zijn meer dan 30,000 exemplaren verkocht.

## Tracks
- 1.Fragile Not Broken
- 2.Higher Than The Sun
- 3.Match Made In Heaven
- 4.All Or Nothing
- 5.I've only Begun To Fight
- 6.Glamourous
- 7.Ridin' By
- 8.I Want You Back
- 9.Cat That Got The Cream
- 10.Still With Me
- 11.Obsesion
- 12.Drop A Little
- 13.Feeling
- 14.Heartbreaker
- 15.Risin'
- 16.Iko Iko